# Liste der Kulturdenkmale in Zerbst/Anhalt

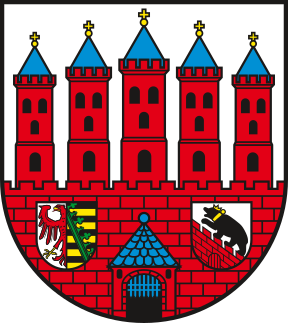
Wappen von Zerbst

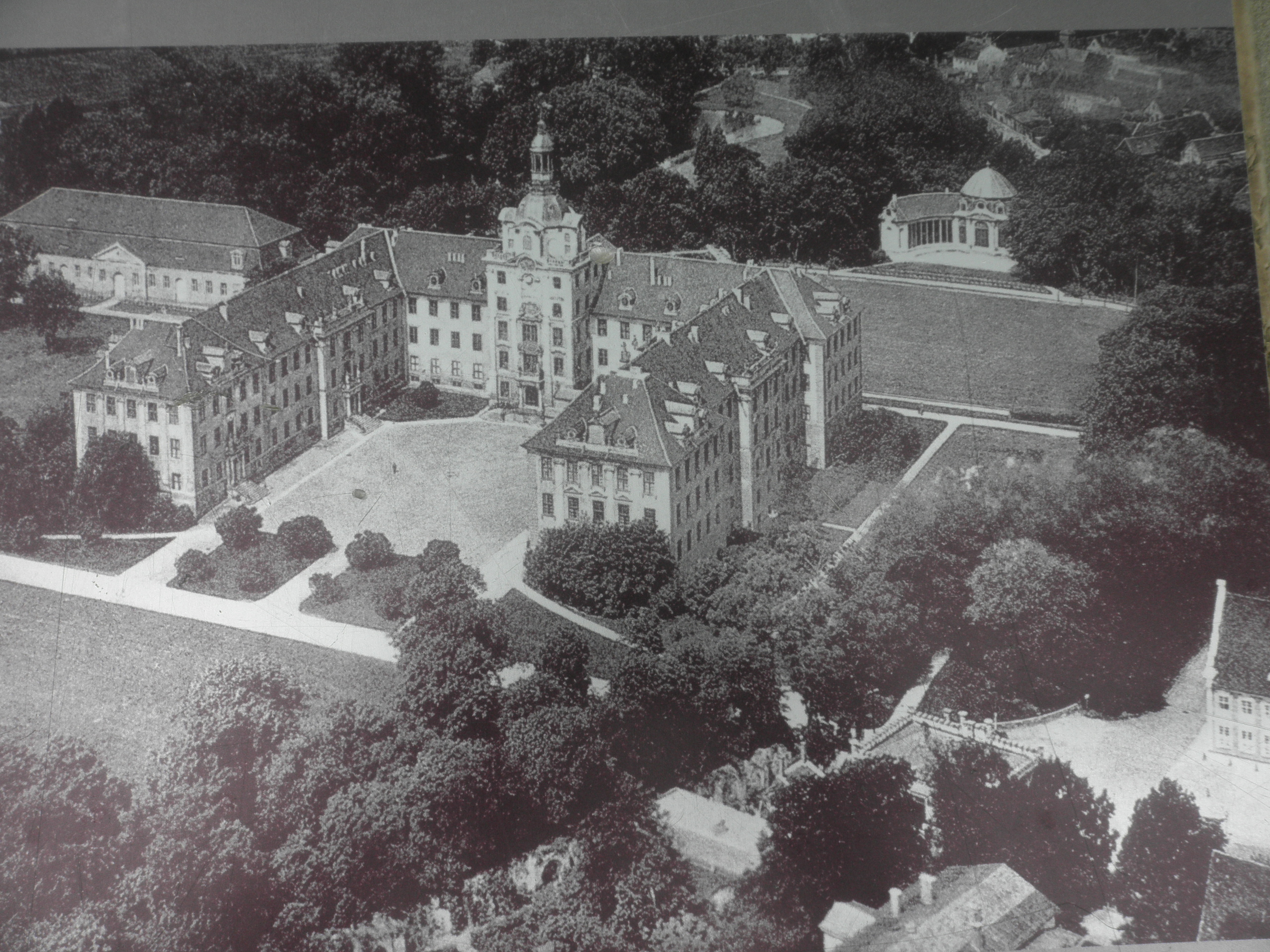
Schloss, vor der Zerstörung

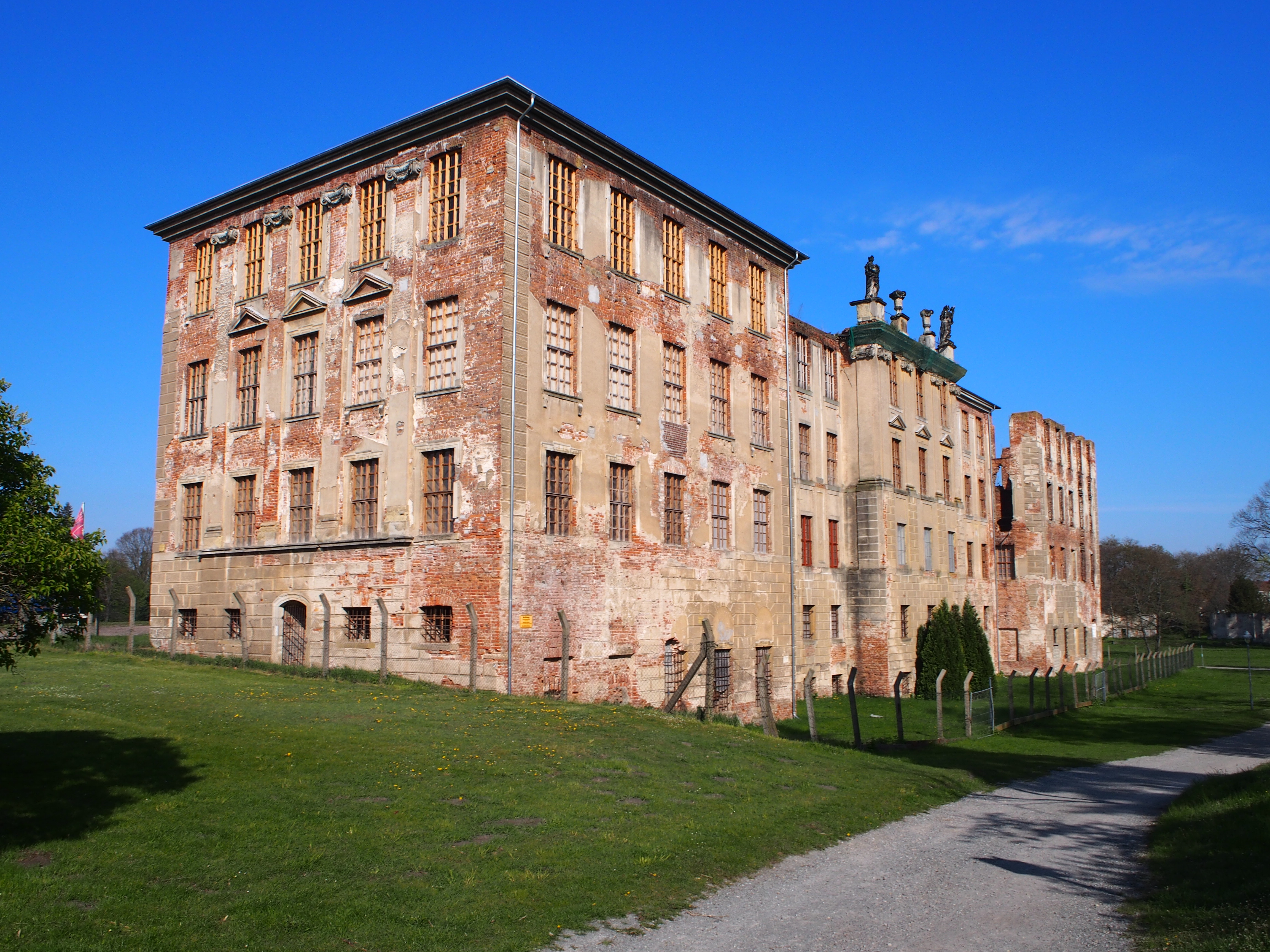
Schlossruine 2017

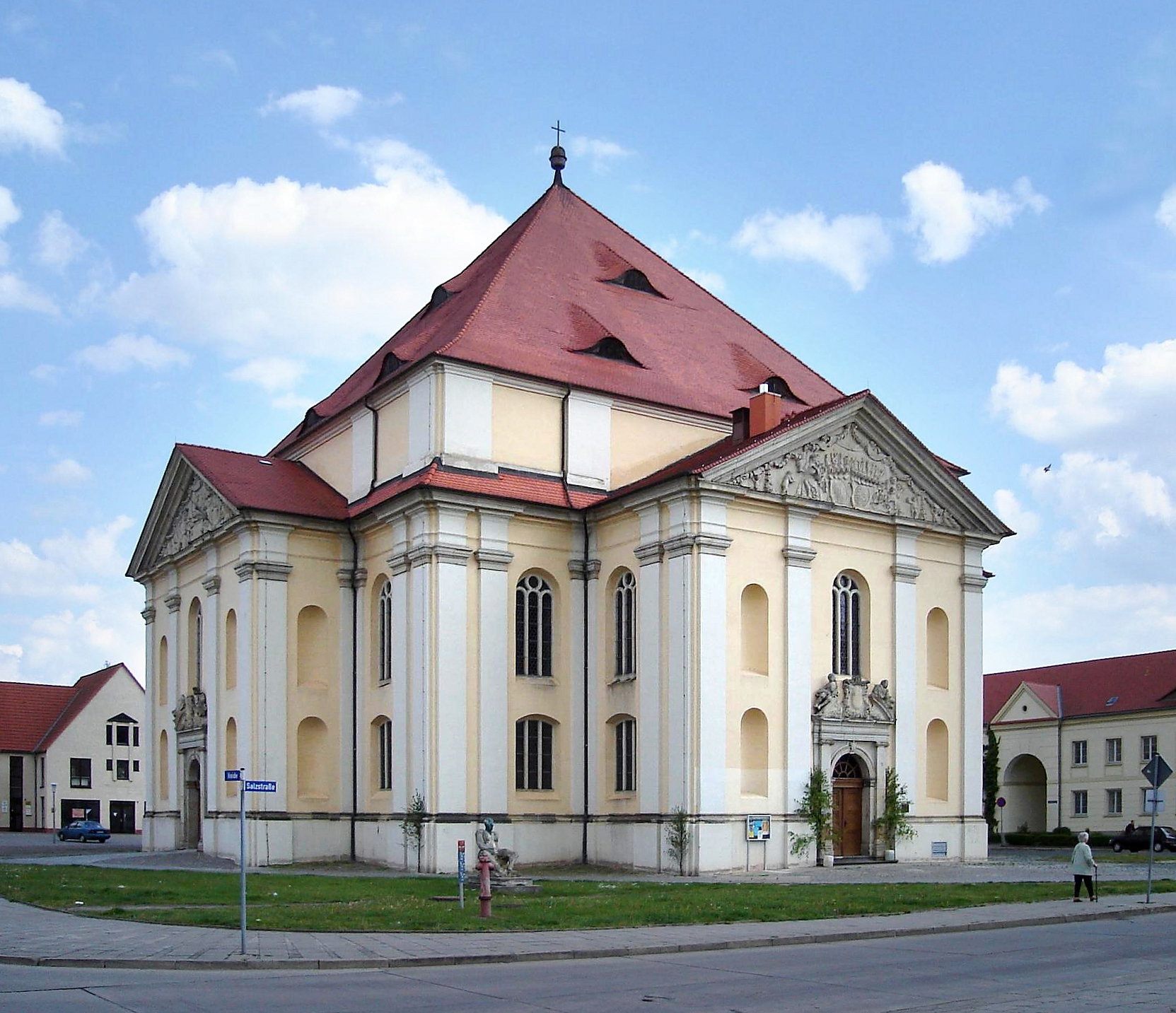
Trinitatiskirche in Zerbst

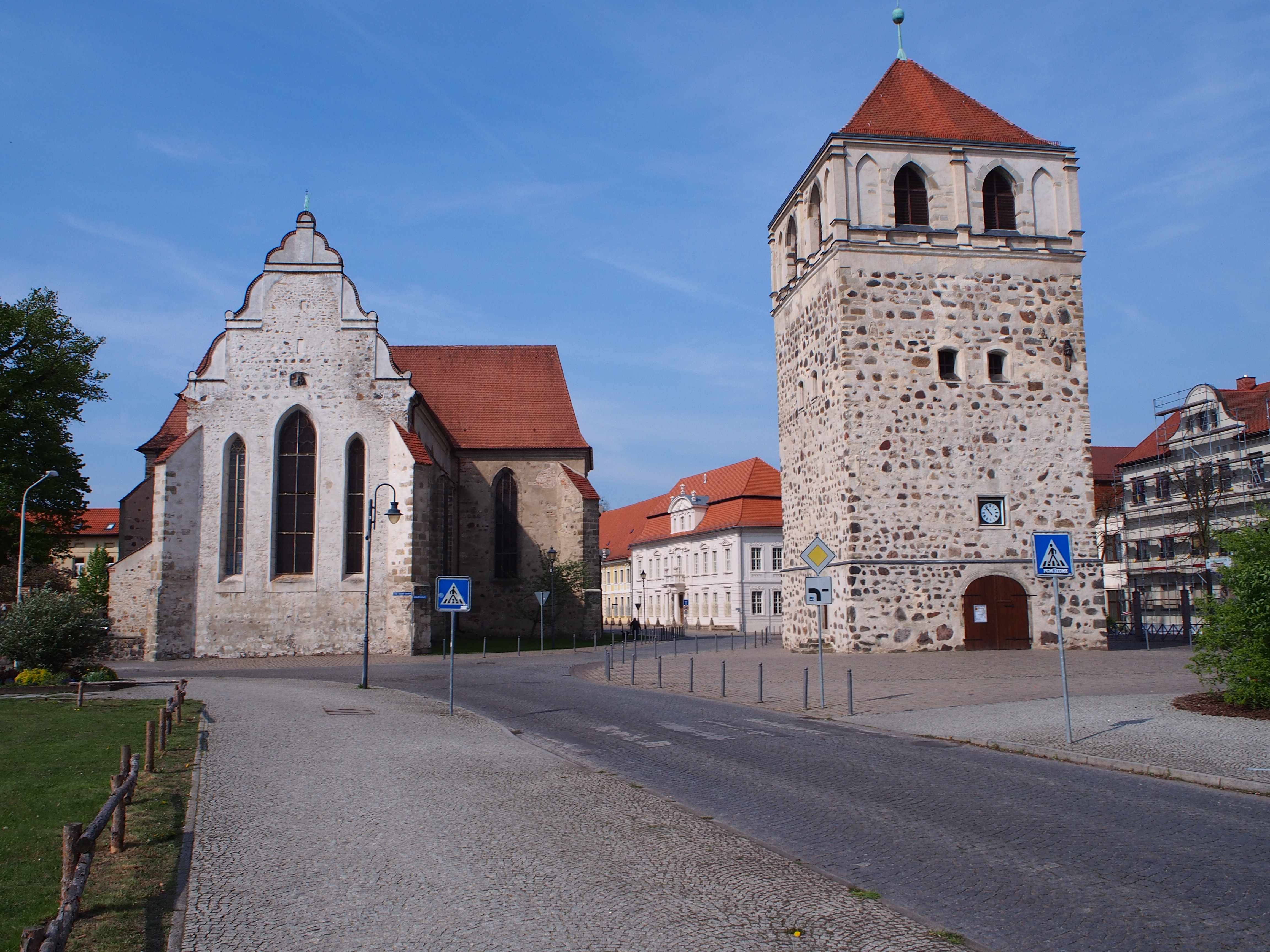
St. Bartholomäi und Dicker Turm

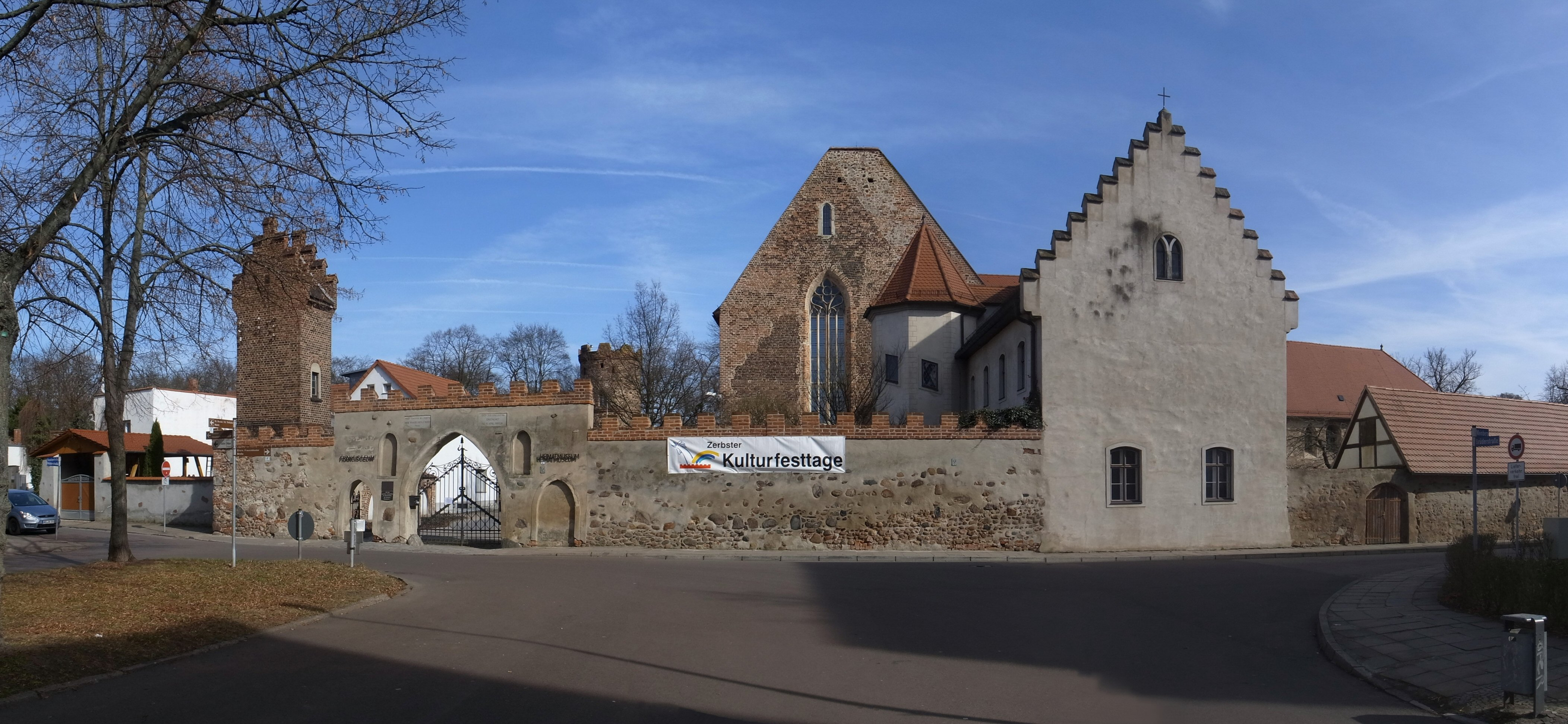
Das Francisceum

In der Liste der Kulturdenkmale in Zerbst/Anhalt sind alle Kulturdenkmale der Gemeinde Zerbst/Anhalt und ihrer Ortsteile aufgelistet. Grundlage ist das Denkmalverzeichnis des Landes Sachsen-Anhalt, das auf Basis des Denkmalschutzgesetzes des Landes Sachsen-Anhalt vom 21. Oktober 1991 durch das Landesamt für Denkmalpflege und Archäologie Sachsen-Anhalt erstellt und seither laufend ergänzt wurde (Stand: 31. Dezember 2024).

## Kulturdenkmale nach Ortsteilen

### Zerbst/Anhalt
| Lage | Bezeichnung                   | Beschreibung | Erfassungs- nummer | Ausweisungsart               | Bild                          |
| --- | ----------------------------- | --- | ------------------ | ---------------------------- | ----------------------------- |
| fast kreisförmig um den mittelalterlichen Stadtkern führende Stadtbefestigung (Karte)                                                         | Stadtbefestigung              | Stadtbefestigung | 094 40995          | Baudenkmal                   | Weitere Bilder                |
| Alt Buchsland 10 (Karte) | Villa                         | Die korrekte Adresse ist Altbuchsland 8. | 094 41194          | Baudenkmal                   | Villa                         |
| Alte Brücke, Breite (Karte) | Mahnmal                       | Mahnmal liegt im „Roten Garten“, einem Geviert zwischen den Straßenzügen Breite und Alter Brücke | 094 71580          | Baudenkmal                   | Mahnmal                       |
| Alter Teich (Karte) | Denkmal                       | Friedrich Ludwig Jahn, im ehemaligen Grabenbereich an der Stadtmauer Höhe Francisceum | 094 41160          | Baudenkmal                   | Denkmal                       |
| Alter Teich (Karte) | Kriegerdenkmal                | Im ehemaligen Grabenbereich an der Stadtmauer nördlich des Francisceums | 094 41161          | Baudenkmal                   | Kriegerdenkmal                |
| Am Bahnhof 1, Friedrich-J.-M.-Stengel-Platz 1, 3, Karl-Marx-Straße 1, 3, 5, 7, 9, 13, 15, 17, 19, 21, 23, 25, 27, 29, 39, 41, 43, 43a (Karte) | Straßenzeile                  | | 094 41447          | Denkmalbereich               | Straßenzeile                  |
| Am Bahnhof 1 (Karte) | Empfangsgebäude               | Empfangsgebäude des Bahnhofs Zerbst | 094 41313          | Baudenkmal                   | Weitere Bilder                |
| Am Plan 4 (Karte) | Augustinerkloster             | Kloster, einige Teile des Kreuzgangs sind noch erhalten. | 094 41453          | Baudenkmal                   | Weitere Bilder                |
| Am Plan 6 (Karte) | Schule                        | | 094 41452          | Baudenkmal                   | Schule                        |
| Am Weinberg 1 (Karte) | Kloster                       | Es geht um die im Gymnasium Francisceum zu findenden Reste des Klosters. Die Geschichte der Schule geht zurück auf ein Kloster des 1210 gegründeten Franziskanerordens, das um 1235/45 erbaut wurde. Es gehörte zur Sächsischen Franziskanerprovinz. Die erste Kirche hatte kleine Fenster, wovon eins (zugemauert) an der Nordwestseite zwischen dem ersten und zweiten Fenster in halber Höhe der Kirche sichtbar ist. Darunter befindet sich ein zugemauertes frühgotisches Portal der Erbauungszeit, das 1912 freigelegt worden ist und zu dem Stufen nach unten führen. Das Gelände war zum Zeitpunkt der Anlage des Klosters nicht so hoch. Südlich der Kirche gab es zunächst nur einen großen Klosterhof, umgeben von einem Kreuzgang. Später entstand ein zweiter kleiner Klosterhof. Im 14. Jahrhundert, um 1300/10, wurde die Kirche erhöht. Zudem wurden hohe gotische Fenster eingebaut, im Langhaus fünf Fenster auf der Nordseite und im Chor noch größere Fenster. Den Giebel der alten Backsteinkirche, der sich von dem bei der Erhöhung verwendeten Gemisch aus Hausteinen und Backsteinen abhebt, kann man am westlichen Giebel der Kirche noch deutlich erkennen. Das Gebäude südlich des kleinen Hofes, in dem sich u. a. das Refektorium (Remter) und darüber ein Festraum (seit 1803 Bibliothek) mit kreuzgewölbter Decke befinden, stammt aus der Zeit um 1470. Im September 1526 erfolgte im Zuge der Reformation auch die Besetzung des Franziskanerklosters in Zerbst. | 094 41404          | Baudenkmal                   | Kloster                       |
| Am Weinberg 3 (Karte) | Schule Francisceum Zerbst     | St. Johannes; Gymnasium illustre; Francisceum Das Francisceum ist eine unter verschiedenen Namen seit dem 16. Jahrhundert in Zerbst/Anhalt betriebene höhere Lehranstalt. Von 1582 bis 1798 war es ein Gymnasium Illustre (Anhaltische Landesuniversität mit Lateinschule). Heute ist die Schule ein staatliches Gymnasium. Die 1526 gegründete Schule wurde nach dem Schutzheiligen des sie beherbergenden Klosters, dem Heiligen Johannes dem Täufer, bis 1803 Johannisschule genannt. Sie gilt als die älteste weiterführende Schule Sachsen-Anhalts. | 094 41162          | Baudenkmal                   | Schule Francisceum Zerbst     |
| Am Weinberg 27 (Karte) | Kindergarten                  | Kleinkinderbewahranstalt | 094 41164          | Baudenkmal                   | Kindergarten                  |
| Ankuhner Markt 7 (Karte) | Wohnhaus                      | Wohnhaus | 094 41451          | Baudenkmal                   | Wohnhaus                      |
| Ankuhnsche Straße 13 (Karte) | Mühle                         | Ankuhn´sche Mühle | 094 41175          | Baudenkmal                   | Mühle                         |
| Bahnhofstraße 7 (Karte) | Wohnhaus                      | Wohnhaus | 094 40750          | Baudenkmal                   | Wohnhaus                      |
| Bahnhofstraße 9 (Karte) | Wohnhaus                      | Wohnhaus | 094 40751          | Baudenkmal                   | Wohnhaus                      |
| Bahnhofstraße 3, 5 (Karte) | Wohn- und Geschäftshaus       | Wohn- und Geschäftshaus | 094 40749          | Baudenkmal                   | Wohn- und Geschäftshaus       |
| Bahnhofstraße 57 (Karte) | Molkerei                      | Molkerei | 094 41179          | Baudenkmal                   | Molkerei                      |
| Bahnhofstraße 70 (Karte) | Wohnhaus                      | Wohnhaus | 094 41196          | Baudenkmal                   | Wohnhaus                      |
| Biaser Straße 9 (Karte) | Villa                         | Villa | 094 40733          | Baudenkmal                   | Villa                         |
| Breite (Karte) | Straßenzug                    | Straßenzug | 094 71552          | Denkmalbereich               | Straßenzug                    |
| Breite (Karte) | Torturm                       | Frauentor, auf der Höhe des Frauenklosters, Nr. 86 | 094 71529          | Baudenkmal                   | Torturm                       |
| Breite 15 (Karte) | Wohnhaus                      | Wohnhaus | 094 71547          | Baudenkmal                   | Wohnhaus                      |
| Breite 24 (Karte) | Wohnhaus                      | Wohnhaus | 094 71510          | Baudenkmal                   | Wohnhaus                      |
| Breite 30 (Karte) | Wohnhaus                      | Wohnhaus | 094 71527          | Baudenkmal                   | Wohnhaus                      |
| Breite 47 (Karte) | Wohnhaus                      | Freie Schule | 094 41314          | Baudenkmal                   | Wohnhaus                      |
| Breite 49 (Karte) | Wohnhaus                      | Wohnhaus | 094 71545          | Baudenkmal                   | Wohnhaus                      |
| Breite 78 (Karte) | Wohnhaus                      | Wohnhaus | 094 71538          | Baudenkmal                   | Wohnhaus                      |
| Breite 80 (Karte) | Wohnhaus                      | Wohnhaus | 094 71539          | Baudenkmal                   | Wohnhaus                      |
| Breite 86, am östlichen Stadtmauerzug (Karte)                                                                                                 | Kloster                       | Dem 1208 im Zerbster Vorort Ankuhn gegründeten Armenhospital wurde 1214 durch die verwitwete Adelige Ida von Zerbst ein Zisterzienserinnenkloster hinzugestiftet, das in den neunziger Jahren in die Innenstadt von Zerbst verlegt wurde und in der Nähe des heutigen Frauentors (Name nach den Nonnen) bis 1542 bestand. Die Nutzung der das Stadtbild prägenden Restgebäude (Kleiner und Großer Klosterhof) durch die Stadt Zerbst ist geplant. Im Ankuhn zeugt die Ruine der Marienkirche vom einstigen Kloster. | 094 71528          | Baudenkmal                   | Kloster                       |
| Breite Straße 39, 41, 43, 45, 47, 49 Klappgasse 11, 13, 15 (Karte)                                                                            | Straßenzeile                  | Straßenzeile | 094 71572          | Denkmalbereich               | Straßenzeile                  |
| Brüderstraße 1 (Karte) | Gerichtsgebäude               | Ehemaliges Amtsgericht | 094 41011          | Baudenkmal                   | Gerichtsgebäude               |
| Brüderstraße 1 (Karte) | Ruine                         | Ruine am westlichen Giebel des ehemaligen Amtsgerichtes | 094 71496          | Baudenkmal                   | Ruine                         |
| Brüderstraße 4 (Karte) | Wohnhaus                      | Wohnhaus | 094 71555          | Baudenkmal                   | Wohnhaus                      |
| Brüderstraße 8 (Karte) | Wohnhaus                      | Wohnhaus | 094 71525          | Baudenkmal                   | Wohnhaus                      |
| Brüderstraße 15 bis 35, Haselopstraße 10, 14, Rennstraße 2 bis 12, 20 bis 23, Salzstraße 3 (Karte)                                            | Häusergruppe                  | Die Häusergruppe ist eine Wohnanlage, ein Gebäuderechteck mit einer Gartenanlage im Inneren der Wohnanlage. | 094 41370          | Denkmalbereich               | Häusergruppe                  |
| Brüderstraße 2, 4, 6, 8 (Karte) | Häusergruppe                  | Häusergruppe | 094 41010          | Denkmalbereich               | Häusergruppe                  |
| Dessauer Straße | Dessauer Straße               | Straßenzug | 094 71686          | Denkmalbereich               | Weitere Bilder                |
| Dessauer Straße 23 (Karte) | Wohnhaus                      | Wohnhaus | 094 71551          | Baudenkmal                   | Wohnhaus                      |
| Dessauer Straße 23a (Karte) | Villa                         | Villa, Stadtbibliothek Zerbst/Anhalt | 094 71503          | Baudenkmal                   | Villa                         |
| Dessauer Straße 23b (Karte) | Fabrik                        | Ehemalige Fabrik | 094 71504          | Baudenkmal                   | Fabrik                        |
| Frauentorplatz (Karte) | Friedhof                      | Frauentorfriedhof | 094 41069          | Baudenkmal                   | Weitere Bilder                |
| Frauentorplatz 5 (Karte) | Wohnhaus                      | Wohnhaus | 094 41227          | Baudenkmal                   | Wohnhaus                      |
| Friedensallee (Karte) | Park                          | Friedrichsholz, Park am südlichen Ende der Friedensallee, sogenannter Waldfrieden | 094 41178          | Baudenkmal                   | Park                          |
| Friedensallee 119 (Karte) | Villa                         | Villa | 094 41177          | Baudenkmal                   | Villa                         |
| Friedensallee 121 (Karte) | Villa                         | Villa | 094 41176          | Baudenkmal                   | Villa                         |
| Friedensallee 21 (Karte) | Werkstattgebäude              | Tischlerei Krug | 094 41199          | Baudenkmal                   | Werkstattgebäude              |
| Friedensallee 24 (Karte) | Wohnhaus                      | Wohnhaus | 094 41182          | Baudenkmal                   | Wohnhaus                      |
| Friedrich-Naumann-Straße (Karte) | Park                          | „Friedrichsplatz“ | 094 41159          | Baudenkmal                   | Park                          |
| Fritz-Brandt-Straße 14 (Karte) | Wohn- und Geschäftshaus       | Wohn- und Geschäftshaus | 094 41096          | Baudenkmal                   | Wohn- und Geschäftshaus       |
| Fritz-Brandt-Straße 16 (Karte) | Verwaltungsgebäude            | Verwaltungsgebäude | 094 40845          | Baudenkmal                   | Verwaltungsgebäude            |
| Fritz-Brandt-Straße 23 (Karte) | Wohn- und Geschäftshaus       | Wohn- und Geschäftshaus | 094 41099          | Baudenkmal                   | Wohn- und Geschäftshaus       |
| Fritz-Brandt-Straße 25 (Karte) | Postamt                       | Postamt | 094 41098          | Baudenkmal                   | Postamt                       |
| Gartenstraße 20 (Karte) | Wohnhaus                      | Wohnhaus | 094 41188          | Baudenkmal                   | Wohnhaus                      |
| Gartenstraße 32 (Karte) | Villa                         | Villa | 094 41186          | Baudenkmal                   | Villa                         |
| Gartenstraße 34 (Karte) | Villa                         | Villa | 094 41187          | Baudenkmal                   | Villa                         |
| Gartenstraße 36 (Karte) | Villa                         | Villa | 094 41185          | Baudenkmal                   | Villa                         |
| Goethestraße 17 (Karte) | Kaserne                       | Kaserne | 094 41000          | Baudenkmal                   | Kaserne                       |
| Großer Klosterhof, Kleiner Klosterhof (Karte)                                                                                                 | Stadtviertel                  | Großer Klosterhof und Kleiner Klosterhof stellen die Reste eines früheren Zisterzienserinnen-Klosters dar. | 094 71554          | Denkmalbereich               | Weitere Bilder                |
| Grüne Straße Ankuhn (Karte) | Friedhof                      | Jüdischer Friedhof: Er wurde 1769 oder 1782 angelegt. | 094 41405          | Baudenkmal                   | Weitere Bilder                |
| Heide 9 (Karte) | Wohnhaus                      | Wohnhaus | 094 40291          | Baudenkmal                   | Wohnhaus                      |
| Heide 28 (Karte) | Kindergarten                  | Ehemaliges Torschreiberhaus | 094 41366          | Baudenkmal                   | Kindergarten                  |
| Jeversche Straße | Jeversche Straße              | Straßenzug | 094 71687          | Denkmalbereich               | Jeversche Straße              |
| Jeversche Straße 10 (Karte) | Wohnhaus                      | Wohnhaus | 094 71564          | Baudenkmal                   | Wohnhaus                      |
| Jeversche Straße 26 (Karte) | Bankgebäude                   | Bankhaus Hermann A. Müller | 094 41262          | Baudenkmal                   | Bankgebäude                   |
| Jeversche Straße 36 (Karte) | Wohnhaus                      | Wohnhaus | 094 71549          | Baudenkmal                   | Wohnhaus                      |
| Jeversche Straße 40 (Karte) | Wohnhaus                      | Wohnhaus | 094 71569          | Baudenkmal                   | Wohnhaus                      |
| Jeversche Straße 42 (Karte) | Villa                         | Villa | 094 71522          | Baudenkmal                   | Villa                         |
| Jeversche Straße 52 (Karte) | Wohnhaus                      | Wohnhaus | 094 71516          | Baudenkmal                   | Wohnhaus                      |
| Jeversche Straße 60 (Karte) | Wohnhaus                      | Wohnhaus | 094 71497          | Baudenkmal                   | Wohnhaus                      |
| Jeversche Straße 64 (Karte) | Wohnhaus                      | Wohnhaus | 094 71579          | Baudenkmal                   | Wohnhaus                      |
| Jeversche Straße 68 (Karte) | Wohnhaus                      | Wohnhaus | 094 41191          | Baudenkmal                   | Wohnhaus                      |
| Jeversche Straße 70 (Karte) | Villa                         | Villa | 094 41192          | Baudenkmal                   | Villa                         |
| Karl-Marx-Straße 1 (Karte) | Villa                         | Villa | 094 41190          | Baudenkmal                   | Villa                         |
| Karl-Marx-Straße 3 (Karte) | Wohnhaus                      | Wohnhaus | 094 41183          | Baudenkmal                   | Wohnhaus                      |
| Karl-Marx-Straße 7 (Karte) | Hotel                         | Bahnhofshotel | 094 41184          | Baudenkmal                   | Hotel                         |
| Karl-Marx-Straße 9, 9a (Karte) | Wohnhaus                      | Wohnhaus | 094 71578          | Baudenkmal                   | Wohnhaus                      |
| Karl-Marx-Straße 13, 15 (Karte) | Wohnhaus                      | Wohnhaus | 094 41189          | Baudenkmal                   | Wohnhaus                      |
| Karl-Marx-Straße 15 (Karte) | Wohnhaus Karl-Marx-Straße 15  | Wohnhaus 2019 als Denkmal ausgewiesen. | 094 71709          | Baudenkmal                   | Wohnhaus Karl-Marx-Straße 15  |
| Karl-Marx-Straße 21 (Karte) | Wohnhaus                      | Wohnhaus | 094 71577          | Baudenkmal                   | Wohnhaus                      |
| Karl-Marx-Straße 23 (Karte) | Villa                         | Villa | 094 41193          | Baudenkmal                   | Villa                         |
| Karl-Marx-Straße 41 (Karte) | Verwaltungsgebäude            | Verwaltungsgebäude | 094 41195          | Baudenkmal                   | Verwaltungsgebäude            |
| Karl-Marx-Straße 43 (Karte) | Wohnhaus                      | Wohnhaus | 094 41197          | Baudenkmal                   | Wohnhaus                      |
| Karlstraße 16 (Karte) | Kino                          | Kino | 094 40994          | Baudenkmal                   | Kino                          |
| Kastanienallee 18 (Karte) | Wohn- und Geschäftshaus       | Wohn- und Geschäftshaus | 094 71550          | Baudenkmal                   | Wohn- und Geschäftshaus       |
| Klappgasse 11a (Karte) | Wohnhaus                      | Wohnhaus | 094 71509          | Baudenkmal                   | Wohnhaus                      |
| Käsperstraße, nördlich der Käsperstraße zwischen Hausnummern 10 und 12                                                                        | Sandkuhls Garten              | Garten | 094 40821          | Baudenkmal                   | Sandkuhls Garten              |
| Käsperstraße 12 | Pavillon Käsperstraße 12      | Pavillon | 094 71649          | Baudenkmal                   | Pavillon Käsperstraße 12      |
| Käsperstraße 15 | Wohnhaus Käsperstraße 15      | Wohnhaus | 094 71650          | Baudenkmal                   | Wohnhaus Käsperstraße 15      |
| Käsperstraße 17 | Wohnhaus Käsperstraße 17      | Wohnhaus | 094 71651          | Baudenkmal                   | Wohnhaus Käsperstraße 17      |
| Lindauer Straße 78 (Karte) | Parkrestaurant Vogelherd      | Landhaus Parkrestaurant Vogelherd | 094 41205          | Baudenkmal                   | Parkrestaurant Vogelherd      |
| Magdeburger Straße 47 (Karte) | Gorgaß-Villa                  | Villa | 094 41444          | Baudenkmal                   | Gorgaß-Villa                  |
| Magdeburger Straße 68 (Karte) | Villa                         | Villa | 094 41443          | Baudenkmal                   | Villa                         |
| Markt (Karte) | Denkmal                       | Roland | 094 40069          | Baudenkmal                   | Weitere Bilder                |
| Markt (Karte) | Denkmal                       | Butterjungfer, auf der nördlichen Marktseite | 094 41012          | Baudenkmal                   | Denkmal                       |
| Markt (Karte) | Portal                        | Das Portal vom ehemaligen „Neues Haus“ befindet sich nicht mehr am Markt. | 094 71498          | Baudenkmal                   | Portal                        |
| Markt 14 (Karte) | Wohnhaus                      | Zum goldenen Löwen. Das Gebäude wurde 2012 abgerissen, die Kellergewölbe sind erhalten und stehen unter Denkmalschutz. | 094 41281          | Baudenkmal                   | Wohnhaus                      |
| Markt 2, 4, 6, 7, 8, 9, 11, 13, 14, 15, 18, 20, 21, 22, 23, 24, 25, 26, 27, 28, 29, 31, 33 (Karte)                                            | Marktplatz                    | Denkmalbereich des Marktplatzes | 094 41158          | Denkmalbereich               | Weitere Bilder                |
| Markt 20 (Karte) | Wohn- und Geschäftshaus       | Wohn- und Geschäftshaus | 094 41014          | Baudenkmal                   | Wohn- und Geschäftshaus       |
| Markt 21 (Karte) | Hotel                         | Hotel Anhalt | 094 41007          | Baudenkmal                   | Hotel                         |
| Markt 22 (Karte) | Wohn- und Geschäftshaus       | Wohn- und Geschäftshaus | 094 41013          | Baudenkmal                   | Wohn- und Geschäftshaus       |
| Markt 23 (Karte) | Wohn- und Geschäftshaus       | Wohn- und Geschäftshaus | 094 41008          | Baudenkmal                   | Wohn- und Geschäftshaus       |
| Markt 24 (Karte) | Wohn- und Geschäftshaus       | Wohn- und Geschäftshaus | 094 41454          | Baudenkmal                   | Wohn- und Geschäftshaus       |
| Markt 25 (Karte) | Wohn- und Geschäftshaus       | Wohn- und Geschäftshaus | 094 41009          | Baudenkmal                   | Wohn- und Geschäftshaus       |
| Markt, Schleibank (Karte) | Kirche                        | St. Nikolai Die Kirche wurde beim Bomberangriff vom 16. April 1945 fast vollständig zerstört. Ein vollständiger Abbruch, der bereits freigegeben war, wurde durch Privatleute, Pfarrer und Denkmalpfleger verhindert. Am 24. Juni 1991 wurde ein Förderverein gegründet, der sich für die Sicherung der Ruine einsetzt. Seitdem wurden unter anderem der Nord- und der Südturm wieder überdacht, auf dem Mittelturm eine Aussichtsplattform eingerichtet sowie ein neues Geläut installiert. Die Wiederherstellung des Kirchenschiffs ist vorerst nicht geplant. Die Ruine wird für Konzerte und andere kulturelle Veranstaltungen genutzt. Der Nordturm enthält die größte Glocke Anhalts (Gloriosa) mit einem Gewicht von rund 5 Tonnen. | 094 71500          | Baudenkmal                   | Weitere Bilder                |
| Mozartstraße (Karte) | Denkmal                       | Siegessäule, errichtet 1913 zur 100-jährigen Wiederkehr der Völkerschlacht bei Leipzig. | 094 41403          | Baudenkmal                   | Denkmal                       |
| Mühlenbrücke 48 (Karte) | Wohnhaus                      | Lederfabrik Franz Nebelung | 094 41287          | Baudenkmal                   | BW                            |
| Mühlenbrücke 48, 57, 59, 60, 61, 62, 64, 66, 67, 68, 69, 70, 71, 72, 73, 75 (Karte)                                                           | Straßenzug                    | Straßenzug Mühlenbrücke ist ein Ensemble | 094 41286          | Denkmalbereich               | Straßenzug                    |
| Mühlenbrücke 57 (Karte) | Wohnhaus                      | Wohnhaus | 094 41288          | Baudenkmal                   | Wohnhaus                      |
| Mühlenbrücke 60 (Karte) | Wohnhaus                      | Wohnhaus | 094 41289          | Baudenkmal                   | Weitere Bilder                |
| Mühlenbrücke 64 (Karte) | Wohnhaus                      | Wohnhaus | 094 41290          | Baudenkmal                   | Wohnhaus                      |
| Mühlenbrücke 65 (Karte) | Wohnhaus                      | Wohnhaus | 094 41291          | Baudenkmal                   | Wohnhaus                      |
| Mühlenbrücke 67 (Karte) | Wohnhaus                      | Wohnhaus | 094 41292          | Baudenkmal                   | Wohnhaus                      |
| Mühlenbrücke 69 (Karte) | Wohnhaus                      | Wohnhaus | 094 41293          | Baudenkmal                   | Wohnhaus                      |
| Mühlenbrücke 73 (Karte) | Wohnhaus                      | Wohnhaus | 094 41294          | Baudenkmal                   | Wohnhaus                      |
| Mühlenbrücke 75 (Karte) | Wohnhaus                      | Wohnhaus | 094 41295          | Baudenkmal                   | Wohnhaus                      |
| Mühlengasse 1 (Karte) | Wohnhaus                      | Wohnhaus | 094 40843          | Baudenkmal                   | Wohnhaus                      |
| Norbert-Heßbrüggen-Straße 1 (Karte) | Wohn- und Geschäftshaus       | Wohn- und Geschäftshaus | 094 41448          | Baudenkmal                   | Wohn- und Geschäftshaus       |
| Philipp-Müller-Straße 10, 10a, 12, 14, 16, 18, 20, 22, 24, 24a, (Karte)                                                                       | Siedlung                      | Symmetrisch angelegte Siedlung, Ensemble | 094 41181          | Baudenkmal                   | Siedlung                      |
| Pulspforder Straße (Karte) | Friedhof                      | Heidetorfriedhof | 094 41382          | Baudenkmal                   | Weitere Bilder                |
| Rennstraße 1 (Karte) | St. Trinitatis                | Kirche Die Kirche ist ein Zentralbau, errichtet auf dem Grundriss eines griechischen Kreuzes. Der große Kubus der Vierung mit dem hohen Zeltdach und der eigenwilligen Form des Turmknaufes sind ihre markantesten Zeichen. Die vier antikisierende Fassaden erinnern eher an einen Theaterbau oder ein Konzerthaus als an einen Sakralbau. Als Vorbild diente hier die Oosterkerk in Amsterdam. | 094 41258          | Baudenkmal                   | Weitere Bilder                |
| Rephunstraße 2 (Karte) | Rephuns Garten                | Park Bis auf das 16. Jahrhundert zurückgehende Parkanlage, 2017 als Denkmal ausgewiesen | 094 71666 001      | Teilobjekt eines Baudenkmals | Rephuns Garten                |
| Rephunstraße 2 (Karte) | Gaststätte Von Rephuns Garten | Gasthaus Schlossartig gestaltetes Gasthaus von 1895, 2017 als Denkmal ausgewiesen | 094 71666 002      | Teilobjekt eines Baudenkmals | Gaststätte Von Rephuns Garten |
| Schloßfreiheit (Karte) | Kirche                        | St. Bartholomäi Die Kirche Sankt Bartholomäi ist eine ehemalige Stifts- und Hofkirche. Das als Teilruine erhaltene Bauwerk steht in Sichtweite der Reste des Schlosses Zerbst im Südwesten der historischen Altstadt. Die Kirche war Grablege der Fürsten von Anhalt-Zerbst. | 094 41449          | Baudenkmal                   | Weitere Bilder                |
| Schloßfreiheit nordöstlich bei St. Bartholomäi (Karte)                                                                                        | Wachturm                      | Dicker Turm | 094 71553          | Baudenkmal                   | Weitere Bilder                |
| Schloßfreiheit | Gruft                         | Gruft in der Kirche St. Bartholomäi | 094 71548          | bewegliches Kulturdenkmal    |                               |
| Schloßfreiheit 3 (Karte) | Pfarrhaus                     | Pfarrhaus | 094 71565          | Baudenkmal                   | Pfarrhaus                     |
| Schloßfreiheit 10 (Karte) | Kavaliershaus                 | | 094 71523          | Baudenkmal                   | Weitere Bilder                |
| Schloßfreiheit 17 (Karte) | Schule                        | Schule | 094 40956          | Baudenkmal                   | Schule                        |
| Schloßfreiheit 19 (Karte) | Logenhaus                     | Bartholomäi-Schule | 094 71521          | Baudenkmal                   | Logenhaus                     |
| Schloßfreiheit 21 (Karte) | Wache                         | Ehemalige Schlosswache | 094 41426          | Baudenkmal                   | Wache                         |
| Schloßgarten (Karte) | Teehäuschen                   | Pavillon, 2019 als Denkmal ausgewiesen. | 094 71710          | Baudenkmal                   | Teehäuschen                   |
| Schloßgarten, nördlich des Schlosses (Karte)                                                                                                  | Orangerie                     | Orangerie, nördlich des Schlosses | 094 71494          | Baudenkmal                   | Orangerie                     |
| Schloßgarten (Karte) | Schloss Zerbst                | Schloss | 094 71502          | Baudenkmal                   | Weitere Bilder                |
| Schloßgarten | Schloss                       | Schloss | 094 71502 001      | Teilobjekt eines Baudenkmals |                               |
| Schloßgarten, im westlichen Bereich des Parks                                                                                                 | Marstall                      | Marstall | 094 71502 002      | Teilobjekt eines Baudenkmals | Marstall                      |
| Schloßgarten, im westlichen Bereich des Parks                                                                                                 | Reithalle                     | Reithalle | 094 71502 003      | Teilobjekt eines Baudenkmals | Reithalle                     |
| Schloßgarten | Park                          | Park | 094 71502 004      | Teilobjekt eines Baudenkmals | Weitere Bilder                |
| Schloßgarten, nördlich des Schlosses | Orangerie                     | Orangerie | 094 71502 005      | Teilobjekt eines Baudenkmals |                               |
| Schloßgarten, im Westen des Areals | Eiskeller                     | Eiskeller | 094 71502 006      | Teilobjekt eines Baudenkmals |                               |
| Weizenberge 60 (Karte) | Wasserwerk                    | | 094 41308          | Baudenkmal                   | Wasserwerk                    |
| Ziegelstraße 44 (Karte) | Wohnhaus                      | Wohnhaus | 094 71576          | Baudenkmal                   | Wohnhaus                      |
| Ziegelstraße 38 (Karte) | Wohnhaus                      | Wohnhaus | 094 71566          | Baudenkmal                   | Wohnhaus                      |

### Ankuhn
| Lage                                       | Bezeichnung | Beschreibung      | Erfassungs- nummer | Ausweisungsart | Bild           |
| ------------------------------------------ | ----------- | ----------------- | ------------------ | -------------- | -------------- |
| Kreuzstraße, Siechenstraße Zentrum (Karte) | Kirche      | St. Marien Ankuhn | 094 41431          | Baudenkmal     | Weitere Bilder |

### Badetz
| Lage                                          | Bezeichnung    | Beschreibung                       | Erfassungs- nummer | Ausweisungsart | Bild           |
| --------------------------------------------- | -------------- | ---------------------------------- | ------------------ | -------------- | -------------- |
| südwestlich des Vorwerkes Badetz (Karte)      | Toranlage      | Toranlage Schloß Friederikenberg   | 094 40455          | Baudenkmal     | Toranlage      |
| Pappelallee südwestlich des Vorwerkes (Karte) | Schmiede       | Schmiede südwestlich des Vorwerkes | 094 40456          | Baudenkmal     | Schmiede       |
| Pappelallee (Karte)                           | Vorwerk Badetz | Vorwerk                            | 094 40457          | Baudenkmal     | Vorwerk Badetz |
| Pappelallee 10, 11 (Karte)                    | Wohnhaus       | Wohnhaus                           | 094 40458          | Baudenkmal     | Wohnhaus       |

### Badewitz
| Lage                                          | Bezeichnung         | Beschreibung                                                | Erfassungs- nummer | Ausweisungsart | Bild           |
| --------------------------------------------- | ------------------- | ----------------------------------------------------------- | ------------------ | -------------- | -------------- |
| vor Badewitz an der Straße nach Deetz (Karte) | Mühle               | Zollmühle, an der Straße nach Deetz                         | 094 40986          | Baudenkmal     | Mühle          |
| Dorfstraße (Karte)                            | Dorfkirche Badewitz | Kirche 1880 im Stil der Neogotik errichtete Backsteinkirche | 094 40803          | Baudenkmal     | Weitere Bilder |
| Dorfstraße 11 (Karte)                         | Gutshof             | Gutshof                                                     | 094 41208          | Baudenkmal     | Gutshof        |

### Bärenthoren
| Lage                                      | Bezeichnung           | Beschreibung | Erfassungs- nummer | Ausweisungsart               | Bild           |
| ----------------------------------------- | --------------------- | ------------ | ------------------ | ---------------------------- | -------------- |
| Waldkreuzung östlich der Ortslage (Karte) | Wegweiser             |              | 094 41170          | Baudenkmal                   | BW             |
| Forststraße 6 (Karte)                     | Landhaus              |              | 094 41169          | Baudenkmal                   | BW             |
| Forststraße 20 (Karte)                    | Forsthaus             |              | 094 41168          | Baudenkmal                   | BW             |
| Forststraße 23 (Karte)                    | Rittergut Bärenthoren |              | 094 41167          | Baudenkmal                   | Weitere Bilder |
| Forststraße 23                            | Park                  | Park         | 094 41167 001      | Teilobjekt eines Baudenkmals |                |

### Bias
| Lage                         | Bezeichnung | Beschreibung    | Erfassungs- nummer | Ausweisungsart | Bild     |
| ---------------------------- | ----------- | --------------- | ------------------ | -------------- | -------- |
| Im Winkel 2 (Karte)          | Wohnhaus    |                 | 094 71681          | Baudenkmal     | BW       |
| Kirchende 1 (Karte)          | Kirche      | Dorfkirche Bias | 094 40791          | Baudenkmal     | BW       |
| Mühlweg 3 (Karte)            | Wohnhaus    |                 | 094 71682          | Baudenkmal     | BW       |
| Steutzer Straße 1 (Karte)    | Bäckerei    |                 | 094 71683          | Baudenkmal     | BW       |
| Steutzer Straße 6(?) (Karte) | Wohnhaus    |                 | 094 71684          | Baudenkmal     | BW       |
| Zerbster Straße 11 (Karte)   | Schmiede    | Schmiede        | 094 40789          | Baudenkmal     | Schmiede |

### Bone
| Lage                 | Bezeichnung | Beschreibung            | Erfassungs- nummer | Ausweisungsart | Bild           |
| -------------------- | ----------- | ----------------------- | ------------------ | -------------- | -------------- |
| Neuer Weg (Karte)    | Kirche      | Evangelische Dorfkirche | 094 40807          | Baudenkmal     | Weitere Bilder |
| Dorfstraße 8 (Karte) | Wohnhaus    | Wohnhaus                | 094 41279          | Baudenkmal     | BW             |
| Neuer Weg 12 (Karte) | Mühlenhof   | Mühlenhof               | 094 40808          | Baudenkmal     | Weitere Bilder |

### Bonitz
| Lage                                      | Bezeichnung | Beschreibung | Erfassungs- nummer | Ausweisungsart | Bild           |
| ----------------------------------------- | ----------- | ------------ | ------------------ | -------------- | -------------- |
| Grüne Straße, Nordende des Dorfes (Karte) | Kirche      | St. Petri    | 094 40957          | Baudenkmal     | Weitere Bilder |

### Bornum
| Lage                                                         | Bezeichnung | Beschreibung                                                                                        | Erfassungs- nummer | Ausweisungsart | Bild |
| ------------------------------------------------------------ | ----------- | --------------------------------------------------------------------------------------------------- | ------------------ | -------------- | ---- |
| Lange Straße, Eingang zwischen Lange Straße 13 u. 15 (Karte) | Kirche      | Kirche, Eingang zwischen Lange Straße 13 + 15, südlicher Ortsrand, hinter dem Pfarrhof anschließend | 094 41273          | Baudenkmal     | BW   |
| Lange Straße 14 (Karte)                                      | Pfarrhaus   | Pfarrhaus                                                                                           | 094 41272          | Baudenkmal     | BW   |

### Buhlendorf
| Lage                                              | Bezeichnung | Beschreibung | Erfassungs- nummer | Ausweisungsart | Bild     |
| ------------------------------------------------- | ----------- | ------------ | ------------------ | -------------- | -------- |
| im Ortszentrum, gegenüber von Dorfplatz 6 (Karte) | Speicher    |              | 094 71582          | Baudenkmal     | Speicher |

### Deetz
| Lage                                                                | Bezeichnung         | Beschreibung    | Erfassungs- nummer | Ausweisungsart | Bild           |
| ------------------------------------------------------------------- | ------------------- | --------------- | ------------------ | -------------- | -------------- |
| Ortsausgang auf der nördlichen Straßenseite nach Lindau (?) (Karte) | Distanzstein        | Myriameterstein | 094 41302          | Kleindenkmal   | Distanzstein   |
| Zerbster Straße (Karte)                                             | Feuerwehrgerätehaus |                 | 094 41304          | Baudenkmal     | BW             |
| Zerbster Straße (Karte)                                             | Kirche              |                 | 094 41301          | Baudenkmal     | Weitere Bilder |
| Zerbster Straße (Karte)                                             | Schule              |                 | 094 41303          | Baudenkmal     | Schule         |

### Dobritz
| Lage                                              | Bezeichnung     | Beschreibung | Erfassungs- nummer | Ausweisungsart | Bild            |
| ------------------------------------------------- | --------------- | --- | ------------------ | -------------- | --------------- |
| nördliche Straßenseite Richtung Gollbogen (Karte) | Distanzstein    | Der Myrimeterstein liegt unweit von Gollbogen, anders als in der Denkmalliste angegeben, auf der südlichen Straßenseite.            | 094 40766          | Baudenkmal     | Weitere Bilder  |
| Nordwestlich der Kirche (Karte)                   | Grabmal         | | 094 40767          | Baudenkmal     | Grabmal         |
| Berliner Straße 3 (Karte)                         | Forsthof        | | 094 40760          | Baudenkmal     | Forsthof        |
| Friedensstraße 1 (Karte)                          | Scheune         | Scheune | 094 40761          | Baudenkmal     | BW              |
| Schäferweg 5 (Karte)                              | Schule          | Alte Dorfschule von Dobritz | 094 40762          | Baudenkmal     | Schule          |
| Thälmannplatz (Karte)                             | Backhaus        | Renoviertes Dorfbackhaus | 094 40763          | Baudenkmal     | Backhaus        |
| Thälmannplatz (Karte)                             | Kirche          | Die Dorfkirche St. Blasius | 094 40765          | Baudenkmal     | Kirche          |
| Wiesenweg (Karte)                                 | Kapelle Dobritz | Gruftkapelle des Gutshofes aus dem 19. Jahrhundert, in den späten 1930er Jahren zum Wohnhaus umgebaut, 2017 als Denkmal ausgewiesen | 094716990          | Baudenkmal     | Kapelle Dobritz |
| Wiesenweg 5 (Karte)                               | Rittergut       | Rittergut Dobritz | 094 40764          | Baudenkmal     | Rittergut       |

### Eichholz
| Lage                         | Bezeichnung    | Beschreibung               | Erfassungs- nummer | Ausweisungsart | Bild   |
| ---------------------------- | -------------- | -------------------------- | ------------------ | -------------- | ------ |
| Dorfstraße (Karte)           | Kirche         | St. Trinitatis             | 094 41432          | Baudenkmal     | Kirche |
| Dorfstraße, Kirchhof (Karte) | Kriegerdenkmal | Kriegerdenkmal im Kirchhof | 094 71573          | Baudenkmal     | BW     |

### Flötz
| Lage                                                                | Bezeichnung            | Beschreibung               | Erfassungs- nummer | Ausweisungsart | Bild           |
| ------------------------------------------------------------------- | ---------------------- | -------------------------- | ------------------ | -------------- | -------------- |
| seitlich der Straßenkreuzung am Ortseingang, nahe Dorfteich (Karte) | Transformatorenstation | Transformatorenstation     | 094 41081          | Baudenkmal     | BW             |
| Seestraße (Karte)                                                   | Kirche                 | Katharinenkirche           | 094 41082          | Baudenkmal     | Weitere Bilder |
| Seestraße 4 (Karte)                                                 | Wohnhaus               | Wohnhaus eines Bauernhofes | 094 41079          | Baudenkmal     | BW             |
| Seestraße 6, 7 (Karte)                                              | Bauernhof              | Bauernhof                  | 094 41080          | Baudenkmal     | BW             |

### Garitz
| Lage                                               | Bezeichnung | Beschreibung                   | Erfassungs- nummer | Ausweisungsart | Bild      |
| -------------------------------------------------- | ----------- | ------------------------------ | ------------------ | -------------- | --------- |
| Straße rechtsseitig vor Garitz nach Zerbst (Karte) | Wegweiser   |                                | 094 41299          | Kleindenkmal   | Wegweiser |
| Dorfstraße (Karte)                                 | Backhaus    | Renoviertes Dorfbackhaus       | 094 41435          | Baudenkmal     | Backhaus  |
| Dorfstraße (Karte)                                 | Kirche      | Dorfkirche Garitz              | 094 41436          | Baudenkmal     | Kirche    |
| Dorfstraße 1 (Karte)                               | Villa       | Villa, heute Dorfkirchenmuseum | 094 41437          | Baudenkmal     | Villa     |

### Gehrden
| Lage               | Bezeichnung | Beschreibung            | Erfassungs- nummer | Ausweisungsart | Bild           |
| ------------------ | ----------- | ----------------------- | ------------------ | -------------- | -------------- |
| Dorfstraße (Karte) | Kirche      | St. Johannes Evangelist | 094 71568          | Baudenkmal     | Weitere Bilder |

### Golmenglin
| Lage                                         | Bezeichnung  | Beschreibung | Erfassungs- nummer | Ausweisungsart | Bild |
| -------------------------------------------- | ------------ | ------------ | ------------------ | -------------- | ---- |
| 1 (Karte)                                    | Arbeiterhaus |              | 094 40318          | Baudenkmal     | BW   |
| Golmenglin Nordostseite der Ortslage (Karte) | Scheune      |              | 094 40752          | Baudenkmal     | BW   |

### Grimme
| Lage    | Bezeichnung | Beschreibung | Erfassungs- nummer | Ausweisungsart | Bild |
| ------- | ----------- | ------------ | ------------------ | -------------- | ---- |
| (Karte) | Kirche      | St. Johannis | 094 71561          | Baudenkmal     | BW   |

### Gödnitz
| Lage               | Bezeichnung | Beschreibung          | Erfassungs- nummer | Ausweisungsart | Bild   |
| ------------------ | ----------- | --------------------- | ------------------ | -------------- | ------ |
| Dorfstraße (Karte) | Kirche      | Dorfkirche St. Marien | 094 41095          | Baudenkmal     | Kirche |

### Güterglück
| Lage                         | Bezeichnung           | Beschreibung         | Erfassungs- nummer | Ausweisungsart | Bild           |
| ---------------------------- | --------------------- | -------------------- | ------------------ | -------------- | -------------- |
| Bahnhofstraße 54, 56 (Karte) | Wohnhaus              | Bahnhofvorsteherhaus | 094 41310          | Baudenkmal     | Wohnhaus       |
| Bahnhofstraße 79 (Karte)     | Postamt               |                      | 094 41309          | Baudenkmal     | Postamt        |
| Bahnhofstraße (Karte)        | Molkerei              |                      | 094 71585          | Baudenkmal     | BW             |
| Dorfstraße (Karte)           | Sankt-Benedikt-Kirche | Kirche St. Benedikt  | 094 41311          | Baudenkmal     | Weitere Bilder |

### Hohenlepte
| Lage                                                       | Bezeichnung            | Beschreibung          | Erfassungs- nummer | Ausweisungsart | Bild |
| ---------------------------------------------------------- | ---------------------- | --------------------- | ------------------ | -------------- | ---- |
| auf der südlichen Straßenseite des östlichen Ortseinganges | Transformatorenstation |                       | 094 41346          | Baudenkmal     |      |
| Zerbster Straße (Karte)                                    | Kirche                 | Dorfkirche Hohenlepte | 094 40459          | Baudenkmal     | BW   |
| Zerbster Straße                                            | Scheune                |                       | 094 40460          | Baudenkmal     |      |
| Zerbster Straße 2                                          | Schmiede               |                       | 094 40461          | Baudenkmal     |      |

### Jütrichau
| Lage                 | Bezeichnung          | Beschreibung                              | Erfassungs- nummer | Ausweisungsart | Bild           |
| -------------------- | -------------------- | ----------------------------------------- | ------------------ | -------------- | -------------- |
| Dorfstraße 5 (Karte) | Dorfkirche Jütrichau | Kirche neogotischer Backsteinbau von 1893 | 094 40872          | Baudenkmal     | Weitere Bilder |

### Kerchau
| Lage               | Bezeichnung | Beschreibung     | Erfassungs- nummer | Ausweisungsart | Bild |
| ------------------ | ----------- | ---------------- | ------------------ | -------------- | ---- |
| Dammstraße         | Backhaus    | Gemeindebackhaus | 094 40985          | Baudenkmal     |      |
| Dorfstraße         | Gasthof     |                  | 094 41209          | Baudenkmal     |      |
| Dorfstraße (Karte) | Kirche      |                  | 094 41211          | Baudenkmal     | BW   |

### Kermen
| Lage                    | Bezeichnung | Beschreibung                          | Erfassungs- nummer | Ausweisungsart | Bild |
| ----------------------- | ----------- | ------------------------------------- | ------------------ | -------------- | ---- |
| Lepser Straße (Karte)   | Kirche      | Dorfkirche, südlich der Lepser Straße | 094 41332          | Baudenkmal     | BW   |
| Lepser Straße 1 (Karte) | Gutshof     | Gutshof                               | 094 41100          | Baudenkmal     | BW   |

### Kleinleitzkau
| Lage                | Bezeichnung | Beschreibung             | Erfassungs- nummer | Ausweisungsart | Bild |
| ------------------- | ----------- | ------------------------ | ------------------ | -------------- | ---- |
| Neue Straße (Karte) | Kirche      | Dorfkirche St. Michaelis | 094 71560          | Baudenkmal     | BW   |

### Kämeritz
| Lage       | Bezeichnung | Beschreibung | Erfassungs- nummer | Ausweisungsart               | Bild |
| ---------- | ----------- | ------------ | ------------------ | ---------------------------- | ---- |
| Dorfstraße | Kirche      | Kirche       | 094 40462          | Baudenkmal                   |      |
| Dorfstraße | Feierhalle  | Feierhalle   | 094 40462 001      | Teilobjekt eines Baudenkmals |      |

### Lindau
| Lage                                     | Bezeichnung           | Beschreibung                                                                      | Erfassungs- nummer | Ausweisungsart               | Bild                  |
| ---------------------------------------- | --------------------- | --------------------------------------------------------------------------------- | ------------------ | ---------------------------- | --------------------- |
| Koordinaten fehlen! Hilf mit.            | Schule                |                                                                                   | 094 71519          | Baudenkmal                   |                       |
| Alte Sorge 3 (Karte)                     | Vorwerk               | Vorwerk Alte Sorge                                                                | 094 41201          | Baudenkmal                   | Weitere Bilder        |
| Bahnhofstraße (Karte)                    | Bahnhof Lindau        | Bahnhof                                                                           | 094 40747          | Baudenkmal                   | Weitere Bilder        |
| Bahnhofstraße (Karte)                    | Bahnwärterhaus        | Bahnhofsvorsteherhaus                                                             | 094 40748          | Baudenkmal                   | Bahnwärterhaus        |
| Flecken (Karte)                          | Völkerschlachtdenkmal | Es erinnert an die Völkerschlacht 1813 und den Sieg über Napoleon; errichtet 1913 | 094 41206          | Baudenkmal                   | Völkerschlachtdenkmal |
| Goethestraße 27 (Karte)                  | Handwerkerhaus        | Handwerkerhaus                                                                    | 094 41210          | Baudenkmal                   | Weitere Bilder        |
| Grüne Straße 2 (Karte)                   | Forstamt              | Forstamt                                                                          | 094 41037          | Baudenkmal                   | Forstamt              |
| Grüne Straße 4 (Karte)                   | Rentamt               | Rentamt                                                                           | 094 41038          | Baudenkmal                   | Rentamt               |
| Grüne Straße 31 (Karte)                  | Wohnhaus              |                                                                                   | 094 40746          | Baudenkmal                   | Wohnhaus              |
| Grüne Straße 35 (Karte)                  | Bauernhof             |                                                                                   | 094 40742          | Baudenkmal                   | Bauernhof             |
| Leopoldstraße 23 (Karte)                 | Ackerbürgerhaus       | Ackerbürgerhaus                                                                   | 094 41204          | Baudenkmal                   | Weitere Bilder        |
| Markt (Karte)                            | Burg                  | Burgruine am westlichen Ortsrand                                                  | 094 71575          | Baudenkmal                   | Weitere Bilder        |
| Markt (Karte)                            | Kirche                |                                                                                   | 094 71563          | Baudenkmal                   | Kirche                |
| Moorbadstraße (Karte)                    | Allee                 | Allee, am Ortsausgang Lindau Richtung Eisenmoorbad                                | 094 41203          | Baudenkmal                   | BW                    |
| Moorbadstraße (Karte)                    | Kuranlage             | Kuranlage, Eisenmoorbad                                                           | 094 41207          | Baudenkmal                   | BW                    |
| Neue Sorge 2 (Karte)                     | Forsthof              | Forsthof, am östlichen Rande des Forstes                                          | 094 41434          | Baudenkmal                   | BW                    |
| Siedlungsweg westlicher Ortsrand (Karte) | Friedhof Lindau       | Friedhof                                                                          | 094 41212          | Baudenkmal                   | BW                    |
| Siedlungsweg                             | Kapelle               | Kapelle                                                                           | 094 41212 001      | Teilobjekt eines Baudenkmals |                       |
| Markt 2 (Karte)                          | Schule                | Grundschule neben der Burgruine                                                   | 094 71520          | Baudenkmal                   | Schule                |

### Luso
| Lage                  | Bezeichnung      | Beschreibung                                      | Erfassungs- nummer | Ausweisungsart | Bild |
| --------------------- | ---------------- | ------------------------------------------------- | ------------------ | -------------- | ---- |
| (Karte)               | Dorfanlage       |                                                   | 094 40290          | Denkmalbereich | BW   |
| Ringstraße (Karte)    | Gesangbuchkirche | Themenkirche mit einer Sammlung von Gesangbüchern | 094 40328          | Baudenkmal     | BW   |
| Ringstraße 11 (Karte) | Bauernhof        |                                                   | 094 40334          | Baudenkmal     | BW   |
| Ringstraße 21 (Karte) | Bauernhof        |                                                   | 094 40327          | Baudenkmal     | BW   |

### Moritz
| Lage                   | Bezeichnung        | Beschreibung                                              | Erfassungs- nummer | Ausweisungsart | Bild   |
| ---------------------- | ------------------ | --------------------------------------------------------- | ------------------ | -------------- | ------ |
| Lindenstraße (Karte)   | Kirche             | Dorfkirche Johannes Paulus                                | 094 41059          | Baudenkmal     | Kirche |
| Lindenstraße (Karte)   | Kriegerdenkmal     | Kriegerdenkmal, an der Straßenecke südwestlich der Kirche | 094 41060          | Baudenkmal     | BW     |
| Lindenstraße 7 (Karte) | Wirtschaftsgebäude | Wirtschaftsgebäude                                        | 094 41061          | Baudenkmal     | BW     |

### Mühlsdorf
| Lage                  | Bezeichnung | Beschreibung         | Erfassungs- nummer | Ausweisungsart | Bild |
| --------------------- | ----------- | -------------------- | ------------------ | -------------- | ---- |
| Dorfstraße (Karte)    | Kirche      | Dorfkirche Mühlsdorf | 094 40806          | Baudenkmal     | BW   |
| Dorfstraße 6 (Karte)  | Schule      | Schule               | 094 40805          | Baudenkmal     | BW   |
| Dorfstraße 15 (Karte) | Bauernhof   | Bauernhof            | 094 40804          | Baudenkmal     | BW   |

### Mühro
| Lage               | Bezeichnung            | Beschreibung                                           | Erfassungs- nummer | Ausweisungsart | Bild           |
| ------------------ | ---------------------- | ------------------------------------------------------ | ------------------ | -------------- | -------------- |
| Dorfstraße (Karte) | Kirche                 | Dorfkirche Mühro                                       | 094 41173          | Baudenkmal     | BW             |
| Dorfstraße (Karte) | Transformatorenstation | Transformatorenstation, am Ortsausgang Richtung Garitz | 094 41174          | Baudenkmal     | Weitere Bilder |

### Nedlitz
| Lage                | Bezeichnung | Beschreibung | Erfassungs- nummer | Ausweisungsart | Bild           |
| ------------------- | ----------- | --- | ------------------ | -------------- | -------------- |
| Lindenallee (Karte) | Kirche      | Evangelische Fachwerkkirche von 1717, im Handbuch der deutschen Kunstdenkmäler des Jahres 1999 als Kunstdenkmal benannt. Es ist eine Ständerfachwerkkirche, im Innern befindet sich ein hölzernes Muldengewölbe und ein barocker Kanzelaltar. | 09471587           | Baudenkmal     | Weitere Bilder |
| (Karte)             | Bahnhof     | Der Bahnhof ging 1879 mit der Bahnstrecke Berlin–Blankenheim, einem Teilstück der Kanonenbahn in Betrieb. 2003 wurde der Personenverkehr eingestellt, 2004 ging die Strecke außer Betrieb. Neben dem Bahnhofsgebäude, einem Typenbau der auch an einer Reihe von weiteren Stationen der Strecke zu finden ist, sind weitere Bauten, unter anderem eine Wasserstation erhalten. Das Empfangsgebäude wird privat genutzt. | 09471588           | Baudenkmal     | Weitere Bilder |
| Lindenallee (Karte) | Wohnhaus    | | 09471589           | Baudenkmal     | BW             |

### Niederlepte
| Lage                            | Bezeichnung | Beschreibung                  | Erfassungs- nummer | Ausweisungsart | Bild     |
| ------------------------------- | ----------- | ----------------------------- | ------------------ | -------------- | -------- |
| Dorfstraße/An der Nuthe (Karte) | Kirche      | Dorfkirche Niederlepte        | 094 41091          | Baudenkmal     | BW       |
| Dorfstraße                      | Straßenzug  | Straßenzug „An der Nuthe“ (?) | 094 41089          | Baudenkmal     |          |
| Dorfstraße 22 (Karte)           | Wohnhaus    |                               | 094 41090          | Baudenkmal     | Wohnhaus |

### Nutha
| Lage                                  | Bezeichnung          | Beschreibung                                                           | Erfassungs- nummer | Ausweisungsart               | Bild      |
| ------------------------------------- | -------------------- | ---------------------------------------------------------------------- | ------------------ | ---------------------------- | --------- |
| südöstlich der Ortslage Nutha (Karte) | Brücke               | Brücke                                                                 | 094 41231          | Baudenkmal                   | BW        |
| am Nutheufer (Karte)                  | Kriegerdenkmal Nutha | Kriegerdenkmal, seitlich der Nuthebrücke zwischen Nutha und Hohenlepte | 094 41230          | Baudenkmal                   | BW        |
| Am Rittergut 4 (Karte)                | Rittergut            | Rittergut                                                              | 094 41092          | Baudenkmal                   | Rittergut |
| Am Rittergut 4                        | Park                 | Park                                                                   | 094 41092 001      | Teilobjekt eines Baudenkmals |           |
| Großer Winkel (Karte)                 | Kirche               | Dorfkirche St. Trinitatis                                              | 094 71558          | Baudenkmal                   | BW        |

### Pakendorf
| Lage                  | Bezeichnung | Beschreibung                              | Erfassungs- nummer | Ausweisungsart | Bild    |
| --------------------- | ----------- | ----------------------------------------- | ------------------ | -------------- | ------- |
| Neue Straße 9 (Karte) | Vorwerk     | Vorwerk Pakendorf (am südlichen Ortsrand) | 094 41229          | Baudenkmal     | Vorwerk |

### Polenzko
| Lage                  | Bezeichnung | Beschreibung        | Erfassungs- nummer | Ausweisungsart | Bild   |
| --------------------- | ----------- | ------------------- | ------------------ | -------------- | ------ |
| Dorfstraße (Karte)    | Kirche      | Dorfkirche Polenzko | 094 41172          | Baudenkmal     | Kirche |
| Dorfstraße 23 (Karte) | Rittergut   | Rittergut           | 094 41171          | Baudenkmal     | BW     |

### Pulspforde
| Lage                         | Bezeichnung            | Beschreibung                                      | Erfassungs- nummer | Ausweisungsart | Bild                   |
| ---------------------------- | ---------------------- | ------------------------------------------------- | ------------------ | -------------- | ---------------------- |
| Alte Berliner Straße (Karte) | Transformatorenstation | Transformatorenstation, am nördlichen Ortseingang | 094 41307          | Baudenkmal     | Transformatorenstation |
| Dorfstraße (Karte)           | Kirche                 | St. Elisabeth, Dorfkirche Pulspforde              | 094 41306          | Baudenkmal     | Kirche                 |

### Reuden
| Lage                            | Bezeichnung    | Beschreibung                                                             | Erfassungs- nummer | Ausweisungsart | Bild           |
| ------------------------------- | -------------- | ------------------------------------------------------------------------ | ------------------ | -------------- | -------------- |
| nördlich der Dorfstraße (Karte) | Kapelle        | Friedhofskapelle, nördlich der Dorfstraße                                | 094 41445          | Baudenkmal     | BW             |
| Dorfstraße (Karte)              | Kirche         | Dorfkirche Reuden                                                        | 094 41442          | Baudenkmal     | Kirche         |
| Dorfstraße 9 (Karte)            | Handwerkerhaus | Handwerkerhaus                                                           | 094 41446          | Baudenkmal     | Handwerkerhaus |
| Dorfstraße 60 (Karte)           | Forsthof       | Forsthof, er liegt im südöstlich von Reuden gelegenen Wohnplatz Gollmitz | 094 41441          | Baudenkmal     | BW             |
| Zipsdorfer Straße (Karte)       | Schule         |                                                                          | 094 41440          | Baudenkmal     | Schule         |

### Steckby
| Lage                              | Bezeichnung    | Beschreibung | Erfassungs- nummer | Ausweisungsart | Bild           |
| --------------------------------- | -------------- | ------------ | ------------------ | -------------- | -------------- |
| an der Kirche (Karte)             | Kriegerdenkmal |              | 094 71570          | Baudenkmal     | Kriegerdenkmal |
| Steutzer Straße Ortsmitte (Karte) | Kirche         | St. Nikolai  | 094 71556          | Baudenkmal     | Kirche         |

### Steutz
| Lage                          | Bezeichnung  | Beschreibung                   | Erfassungs- nummer | Ausweisungsart | Bild         |
| ----------------------------- | ------------ | ------------------------------ | ------------------ | -------------- | ------------ |
| Friedensstraße 17 (Karte)     | Kirche       | Evangelische Dorfkirche Steutz | 094 41266          | Baudenkmal     | Kirche       |
| Friedensstraße 17 (Karte)     | Pfarrhaus    | Pfarrhaus, neben der Kirche    | 094 41267          | Baudenkmal     | Pfarrhaus    |
| Friedensstraße 17, 19 (Karte) | Häusergruppe |                                | 094 41268          | Denkmalbereich | Häusergruppe |
| Friedensstraße 30 (Karte)     | Bauernhaus   | Bauernhaus                     | 094 41269          | Baudenkmal     | Bauernhaus   |
| Schulstraße 2 (Karte)         | Pächterhaus  | Domäne Steutz                  | 094 41419          | Baudenkmal     | Pächterhaus  |

### Straguth
| Lage          | Bezeichnung    | Beschreibung | Erfassungs- nummer | Ausweisungsart | Bild |
| ------------- | -------------- | ------------ | ------------------ | -------------- | ---- |
| Dorfstraße    | Kirche         |              | 094 40802          | Baudenkmal     |      |
| Dorfstraße    | Kriegerdenkmal |              | 094 41412          | Baudenkmal     |      |
| Dorfstraße 2  | Pfarrhof       |              | 094 41413          | Baudenkmal     |      |
| Dorfstraße 27 | Mühle          |              | 094 40798          | Baudenkmal     |      |
| Dorfstraße 50 | Schmiede       |              | 094 40799          | Baudenkmal     |      |

### Strinum
| Lage       | Bezeichnung | Beschreibung | Erfassungs- nummer | Ausweisungsart | Bild |
| ---------- | ----------- | ------------ | ------------------ | -------------- | ---- |
| Dorfstraße | Kirche      | St. Marien   | 094 41421          | Baudenkmal     |      |

### Tochheim
| Lage                             | Bezeichnung  | Beschreibung                                                   | Erfassungs- nummer | Ausweisungsart | Bild         |
| -------------------------------- | ------------ | -------------------------------------------------------------- | ------------------ | -------------- | ------------ |
| Straße Richtung Tochheim (Karte) | Distanzstein |                                                                | 094 40463          | Baudenkmal     | Distanzstein |
| Rosenburger Straße (Karte)       | Gasthof      | Der Gasthof war zuvor ein Jagdschloss. Das Gebäude steht leer. | 094 40011          | Baudenkmal     | Gasthof      |

### Trüben
| Lage    | Bezeichnung | Beschreibung      | Erfassungs- nummer | Ausweisungsart | Bild   |
| ------- | ----------- | ----------------- | ------------------ | -------------- | ------ |
| (Karte) | Kirche      | Dorfkirche Trüben | 094 71559          | Baudenkmal     | Kirche |

### Walternienburg
| Lage                                             | Bezeichnung         | Beschreibung | Erfassungs- nummer | Ausweisungsart | Bild           |
| ------------------------------------------------ | ------------------- | --- | ------------------ | -------------- | -------------- |
| nördlich von Ronney, gegenüber von Barby (Karte) | Brücke              | Eisenbahnbrücke | 094 41339          | Baudenkmal     | Weitere Bilder |
| westlich der Nuthe (Karte)                       | Burg Walternienburg | Der Bergfried entstand im 14. Jahrhundert. Die meisten anderen Gebäude der Burg wurden nach 1988 abgerissen. Ein Teil der Ringmauer ist erhalten. | 094 40010          | Baudenkmal     | Weitere Bilder |
| An den Sandbergen 5 (Karte)                      | Mühle               | | 094 40002          | Baudenkmal     | Mühle          |
| (Karte)                                          | Pfarrhof            | Pfarrhof | 094 40009          | Baudenkmal     | Pfarrhof       |
| Güterglücker Straße 18                           | Wohnhaus            | | 094 40006          | Baudenkmal     |                |
| Hauptstraße 51                                   | Bauernhaus          | | 094 40001          | Baudenkmal     |                |

### Wertlau
| Lage    | Bezeichnung | Beschreibung       | Erfassungs- nummer | Ausweisungsart | Bild   |
| ------- | ----------- | ------------------ | ------------------ | -------------- | ------ |
| (Karte) | Kirche      | Dorfkirche Wertlau | 094 71562          | Baudenkmal     | Kirche |

### Zernitz
| Lage                 | Bezeichnung | Beschreibung     | Erfassungs- nummer | Ausweisungsart | Bild |
| -------------------- | ----------- | ---------------- | ------------------ | -------------- | ---- |
| Grüne Straße (Karte) | Kirche      | Kirche St. Petri | 094 71557          | Baudenkmal     | BW   |

## Ehemalige Kulturdenkmale nach Ortsteilen
Die nachfolgenden Objekte waren ursprünglich ebenfalls denkmalgeschützt oder wurden in der Literatur als Kulturdenkmale geführt. Die Denkmale bestehen heute jedoch nicht mehr, ihre Unterschutzstellung wurde aufgehoben oder sie werden nicht mehr als Denkmale betrachtet.

### Ankuhn
| Lage                    | Bezeichnung  | Beschreibung                                          | Erfassungs- nummer | Ausweisungsart | Bild |
| ----------------------- | ------------ | ----------------------------------------------------- | ------------------ | -------------- | ---- |
| Marktstraße im Ankuhn 1 | Fachwerkhaus | Fachwerkhaus von 1675, im Zweiten Weltkrieg zerstört. |                    |                |      |

### Badewitz
| Lage      | Bezeichnung | Beschreibung                                                                             | Erfassungs- nummer | Ausweisungsart | Bild |
| --------- | ----------- | ---------------------------------------------------------------------------------------- | ------------------ | -------------- | ---- |
| Dorfanger | Denkmal     | Denkmal, nach verlorener Denkmaleigenschaft 2019 aus dem Denkmalverzeichnis ausgetragen. | 094 71592          |                |      |

### Bias
| Lage               | Bezeichnung | Beschreibung | Erfassungs- nummer | Ausweisungsart | Bild |
| ------------------ | ----------- | ------------ | ------------------ | -------------- | ---- |
| Zerbster Straße 13 | Gasthof     |              | 094 40788          |                |      |

### Dobritz
| Lage              | Bezeichnung    | Beschreibung | Erfassungs- nummer | Ausweisungsart | Bild |
| ----------------- | -------------- | ------------ | ------------------ | -------------- | ---- |
| Hagendorfer Weg 2 | Handwerkerhaus |              | 094 40871          |                |      |

### Güterglück
| Lage          | Bezeichnung | Beschreibung                                                         | Erfassungs- nummer | Ausweisungsart | Bild |
| ------------- | ----------- | -------------------------------------------------------------------- | ------------------ | -------------- | ---- |
| Dorfstraße 15 | Pfarrhaus   | Pfarrhaus, wurde im Jahr 2015 aus dem Denkmalverzeichnis ausgetragen | 094 41416          | Baudenkmal     |      |

### Pakendorf
| Lage                                 | Bezeichnung | Beschreibung | Erfassungs- nummer | Ausweisungsart | Bild |
| ------------------------------------ | ----------- | ------------ | ------------------ | -------------- | ---- |
| Neue Straße 11 am südlichen Dorfrand | Kirche      |              | 094 41228          |                |      |

### Walternienburg
| Lage                          | Bezeichnung            | Beschreibung | Erfassungs- nummer | Ausweisungsart | Bild |
| ----------------------------- | ---------------------- | ------------ | ------------------ | -------------- | ---- |
| Koordinaten fehlen! Hilf mit. | Transformatorenstation |              | 094 40003          |                |      |
| Güterglücker Straße           | Distanzstein           |              | 094 40004          |                |      |

### Zerbst/Anhalt
| Lage                                                           | Bezeichnung                 | Beschreibung | Erfassungs- nummer | Ausweisungsart | Bild         |
| -------------------------------------------------------------- | --------------------------- | --- | ------------------ | -------------- | ------------ |
| Koordinaten fehlen! Hilf mit.                                  | Kämmerei                    | Um 1700 errichteter Bau, bei Luftangriff am 16. April 1945 beschädigt, später abgerissen.                                                                      |                    |                |              |
| Alte Brücke 59                                                 | Hofapotheke                 | Gebäude der ehemaligen Hofapotheke von 1676, im Zweiten Weltkrieg zerstört.                                                                                    |                    |                |              |
| Am Weinberg 1, 3, 7, 9, 11, 13, 15, 17, 19, 21, 27, 29 (Karte) | Straßenzeile                | Nach einer Überprüfung ergab sich im Jahr 2018, dass keine Denkmaleigenschaften bestehen, die Straßenzeile wurde daher aus dem Denkmalverzeichnis ausgetragen. | 094 41163          | Baudenkmal     | BW           |
| Breite 2                                                       | Gebäude                     | Zweigeschossiger Putzbau, im Zweiten Weltkrieg zerstört. |                    |                |              |
| Breite 4                                                       | Gebäude                     | Zweigeschossiger Putzbau aus dem 18. Jahrhundert, im Zweiten Weltkrieg zerstört.                                                                               |                    |                |              |
| Breite 9                                                       | Gebäude                     | Putzbau, im Zweiten Weltkrieg zerstört. |                    |                |              |
| Breite 13                                                      | Gebäude                     | Giebelhaus, im Zweiten Weltkrieg zerstört. |                    |                |              |
| Breite 17                                                      | Gebäude                     | Im Inneren mit Stuckaturen verziert, im Zweiten Weltkrieg zerstört.                                                                                            |                    |                |              |
| Breite 19                                                      | Gebäude                     | Putzbau von 1706, im Zweiten Weltkrieg zerstört, später wiederaufgebaut.                                                                                       |                    |                |              |
| Breite 40                                                      | Gebäude                     | Gebäude mit Tür aus dem Rokoko, im Zweiten Weltkrieg zerstört.                                                                                                 |                    |                |              |
| Breite Straße 3                                                | Bürgerhaus                  | Bürgerhaus im Stil des Klassizismus, im Zweiten Weltkrieg zerstört.                                                                                            |                    |                |              |
| Breite Straße 12                                               | Goldener Anker              | Gebäude von 1651, im Zweiten Weltkrieg zerstört. |                    |                |              |
| Breite Straße 35                                               | Gebäude                     | Zweigeschossiger Putzbau von 1788, im Zweiten Weltkrieg zerstört.                                                                                              |                    |                |              |
| Breite Straße 36                                               | Gebäude                     | Zweigeschossiges Giebelhaus, im Zweiten Weltkrieg zerstört. |                    |                |              |
| Breite Straße 40                                               | Gebäude                     | Gebäude mit Tür aus dem Rokoko, im Zweiten Weltkrieg zerstört.                                                                                                 |                    |                |              |
| Brüder Straße 44                                               | Bürgerhaus                  | Klassizistisches Bürgerhaus, im Zweiten Weltkrieg zerstört. |                    |                |              |
| Brüder Straße 46                                               | Bürgerhaus                  | Klassizistisches Bürgerhaus, im Zweiten Weltkrieg zerstört. |                    |                |              |
| Brüder Straße 51                                               | Bürgerhaus                  | Klassizistisches Bürgerhaus, im Zweiten Weltkrieg zerstört. |                    |                |              |
| Fischmarkt 2                                                   | Fachwerkhaus                | Fachwerkhaus in Giebelstellung, bei Luftangriff am 16. April 1945 vernichtet, Ruinen beseitigt.                                                                |                    |                |              |
| Fischmarkt 11                                                  | Fachwerkhaus                | Fachwerkhaus in Giebelstellung von 1668, bei Luftangriff am 16. April 1945 vernichtet, Ruinen beseitigt.                                                       |                    |                |              |
| Fischmarkt 13                                                  | Fachwerkhaus                | Fachwerkhaus in Giebelstellung, bei Luftangriff am 16. April 1945 vernichtet, Ruinen beseitigt.                                                                |                    |                |              |
| Güterglücker Straße                                            | Brücke                      | Brücke zumindest ab 2022 gab es nach dem Denkmalinformationssystem entlang der Gütersglücker Straße keine denkmalgeschützte Brücke mehr                        | 094 41135          | Baudenkmal     |              |
| Heide 1                                                        | Fachwerkhaus                | Fachwerkhaus in Giebelstellung, im Zweiten Weltkrieg zerstört.                                                                                                 |                    |                |              |
| Heide 3                                                        | Fachwerkhaus                | Fachwerkhaus in Traufstellung, im Zweiten Weltkrieg zerstört.                                                                                                  |                    |                |              |
| Heide 5                                                        | Fachwerkhaus                | Fachwerkhaus in Giebelstellung, im Zweiten Weltkrieg zerstört.                                                                                                 |                    |                |              |
| Heide 6                                                        | Fachwerkhaus                | Zweigeschossiges Fachwerkhaus, im Zweiten Weltkrieg zerstört.                                                                                                  |                    |                |              |
| Heide 8                                                        | Gebäude                     | Putzbau von 1769, im Zweiten Weltkrieg zerstört. |                    |                |              |
| Heide 10                                                       | Fachwerkhaus                | Zweigeschossiges Fachwerkhaus, im Zweiten Weltkrieg zerstört.                                                                                                  |                    |                |              |
| Heide 14                                                       | Weißer Bär                  | Putzbau in Giebelstellung, im Zweiten Weltkrieg zerstört. |                    |                |              |
| Heide 18                                                       | Gebäude                     | Zweigeschossiger Putzbau, im Zweiten Weltkrieg zerstört. |                    |                |              |
| Heide 20                                                       | Fachwerkhaus                | Fachwerkhaus in Giebelstellung, im Zweiten Weltkrieg zerstört.                                                                                                 |                    |                |              |
| Heide 22                                                       | Gebäude                     | Putzbau in Giebelstellung, im Zweiten Weltkrieg zerstört. |                    |                |              |
| Hoher Holzmarkt 3                                              | Bürgerhaus                  | Fachwerkhaus in Giebelstellung, bei Luftangriff am 16. April 1945 vernichtet, Ruinen beseitigt.                                                                |                    |                |              |
| Hoher Holzmarkt 5                                              | Bürgerhaus                  | Fachwerkhaus in Giebelstellung, bei Luftangriff am 16. April 1945 vernichtet, Ruinen beseitigt.                                                                |                    |                |              |
| Hoher Holzmarkt 7                                              | Gasthaus Drei Linden        | Fachwerkhaus mit massiver Fassade, bei Luftangriff am 16. April 1945 vernichtet, Ruinen beseitigt.                                                             |                    |                |              |
| Hoher Holzmarkt 13                                             | Bürgerhaus                  | Fachwerkhaus in Giebelstellung, bei Luftangriff am 16. April 1945 vernichtet, Ruinen beseitigt.                                                                |                    |                |              |
| Hoher Holzmarkt 19                                             | Bürgerhaus                  | Fachwerkhaus in Giebelstellung, bei Luftangriff am 16. April 1945 vernichtet, Ruinen beseitigt.                                                                |                    |                |              |
| Hoher Holzmarkt 21                                             | Bürgerhaus                  | Fachwerkhaus in Giebelstellung mit Steinportal aus dem Jahr 1684, bei Luftangriff am 16. April 1945 vernichtet, Ruinen beseitigt.                              |                    |                |              |
| Jeversche Straße 4                                             | Wohnhaus                    | Wohnhaus, wurde abgebrochen und im Jahr 2016 aus dem Denkmalverzeichnis ausgetragen                                                                            | 094 71574          | Baudenkmal     |              |
| Jüdenstraße 6                                                  | Gebäude                     | Putzbau von 1609, im Zweiten Weltkrieg zerstört. |                    |                |              |
| Jüdenstraße 7                                                  | Gebäude                     | Gebäude von 1665, im Zweiten Weltkrieg zerstört. |                    |                |              |
| Markt                                                          | Rathaus                     | Rathausbau des 15. Jahrhunderts, bei Luftangriff am 16. April 1945 ausgebrannt, Ruine später abgerissen.                                                       |                    |                |              |
| Markt 3 (Karte)                                                | Ratsapotheke                | 1610 errichtetes Fachwerkhaus, im Zweiten Weltkrieg zerstört.                                                                                                  |                    |                | Ratsapotheke |
| Markt 5                                                        | Bürgerhaus                  | Dreigeschossiges Fachwerkhaus, im Zweiten Weltkrieg zerstört.                                                                                                  |                    |                |              |
| Markt 7                                                        | Bürgerhaus                  | Dreigeschossiges barockes Giebelhaus, im Zweiten Weltkrieg zerstört.                                                                                           |                    |                |              |
| Markt 9                                                        | Bürgerhaus                  | Dreieinhalbgeschossiges barockes Giebelhaus, im Zweiten Weltkrieg zerstört.                                                                                    |                    |                |              |
| Markt 27                                                       | Gasthof Grüner Anker        | Zweigeschossiges Giebelhaus von 1669, im Zweiten Weltkrieg zerstört.                                                                                           |                    |                |              |
| Markt 30                                                       | Bürgerhaus                  | 1457 oder 1461 errichtetes Fachwerkhaus, 1927 renoviert, im Zweiten Weltkrieg zerstört.                                                                        |                    |                |              |
| Markt 32                                                       | Bürgerhaus                  | Zweieinhalbgeschossiges Giebelhaus von 1728, im Zweiten Weltkrieg zerstört.                                                                                    |                    |                |              |
| Rennstraße 2                                                   | Gebäude                     | Zweigeschossiger Barockbau, im Zweiten Weltkrieg zerstört. |                    |                |              |
| Rennstraße 4                                                   | Gebäude                     | Zweigeschossiger Putzbau aus dem 18. Jahrhundert, im Zweiten Weltkrieg zerstört.                                                                               |                    |                |              |
| Rennstraße 5                                                   | Fachwerkhaus                | Fachwerkhaus von 1592, im Zweiten Weltkrieg zerstört. |                    |                |              |
| Rennstraße 20                                                  | Gebäude                     | Zweigeschossiger Bau von 1667, im Zweiten Weltkrieg zerstört.                                                                                                  |                    |                |              |
| Schleibank 8                                                   | Bürgerhaus                  | Fachwerkhaus aus dem 18. Jahrhundert, bei Luftangriff am 16. April 1945 zerstört, Ruinen beseitigt.                                                            |                    |                |              |
| Schleibank 20                                                  | Bürgerhaus                  | Städtebaulich bedeutsames Giebelhaus, bei Luftangriff am 16. April 1945 zerstört, Ruinen beseitigt.                                                            |                    |                |              |
| Schleibank 24                                                  | Bürgerhaus                  | Zweigeschossiges Gebäude im Stil des Klassizismus, bei Luftangriff am 16. April 1945 zerstört, Ruinen beseitigt.                                               |                    |                |              |
| Schleibank 30                                                  | Bürgerhaus                  | Dreigeschossiges Giebelhaus, bei Luftangriff am 16. April 1945 zerstört, Ruinen beseitigt.                                                                     |                    |                |              |
| Schleibank 36                                                  | Gasthaus Zu den drei Kronen | Fachwerkhaus von 1663, bei Luftangriff am 16. April 1945 zerstört, Ruinen beseitigt.                                                                           |                    |                |              |
| Schulstraße 1                                                  | Fachwerkhaus                | Fachwerkhaus in Giebelstellung, im Zweiten Weltkrieg zerstört.                                                                                                 |                    |                |              |
| Wegeberg 15                                                    | Fachwerkhaus                | Fachwerkhaus in Giebelstellung von 1671, im Zweiten Weltkrieg zerstört, später in veränderter Form wieder aufgebaut.                                           |                    |                |              |

## Legende
In den Spalten befinden sich folgende Informationen:
- Lage: Nennt den Straßennamen und wenn vorhanden die Hausnummer des Kulturdenkmals. Die Grundsortierung der Liste erfolgt nach dieser Adresse. Der Link „Karte“ führt zu verschiedenen Kartendarstellungen und nennt die geographischen Koordinaten.
Link zu einem Kartenansichtstool, um Koordinaten zu setzen. In der Kartenansicht sind Baudenkmale ohne Koordinaten mit einem roten bzw. orangen Marker dargestellt und können in der Karte gesetzt werden. Baudenkmale ohne Bild sind mit einem blauen bzw. roten Marker gekennzeichnet, Baudenkmale mit Bild mit einem grünen bzw. orangen Marker.
- Offizielle Bezeichnung: Nennt den Namen, die Bezeichnung oder zumindest die Art des Kulturdenkmals und verlinkt, soweit vorhanden, auf den Artikel zum Objekt.
- Beschreibung: Nennt bauliche und geschichtliche Einzelheiten des Kulturdenkmals, vorzugsweise die Denkmaleigenschaften.
- Erfassungsnummer: Für jedes Kulturdenkmal wird in Sachsen-Anhalt eine 20stellige Erfassungsnummer vergeben. Die letzten zwölf Ziffern werden für die Untergliederung nach Teilobjekten genutzt und werden nur angegeben, soweit vergeben. In dieser Spalte kann sich folgendes Icon  befinden, dies führt zu Angaben zu diesem Baudenkmal bei Wikidata.
- Ausweisungsart: Die Einordnung des Denkmales nach § 2 Abs. 2 DenkmSchG LSA
- Bild: Ein Bild des Denkmales, und gegebenenfalls einen Link zu weiteren Fotos des Kulturdenkmals im Medienarchiv Wikimedia Commons. Wenn man auf das Kamerasymbol klickt, können Fotos zu Kulturdenkmalen aus dieser Liste hochgeladen werden: